# 水社柳
水社柳，又名草野氏柳，是臺灣中、低海拔地區特有的杨柳科柳属植物，生長於河湖、溼地等淡水域附近，每年十二月至翌年四月間開花，雄花序帶有金黃色澤，因此亦俗稱金柳。水社柳的生存能力強，且能作為天然的護岸樹，曾是臺灣平地與淺山的主要溼生樹種。但在20世紀中後期，其生育地大量被開發，導致族群銳減，如今僅剩南投縣、屏東縣和宜蘭縣境內保有零星的野生族群，並受不同程度的保護。雖然野生的水社柳已相當罕見，許多公園、校園等綠地仍可見人為栽植的個體。
水社柳和水柳並列為臺灣唯二的原生溼生柳，也是臺灣唯二擁有超過兩枚雄蕊的柳屬物種，兩者在臺灣話中亦統稱作白水柳仔。兩種柳樹的主要差異包含水社柳成熟葉的基部圓鈍，且背面有毛，水柳的葉基則較尖，葉背無毛而有白粉。此外，水社柳花序的苞片有毛，水柳則是苞片兩面皆無毛。

## 形態描述
水社柳是小型至中型的落葉性喬木，樹高可達8公尺，胸高直徑可達71公分。樹皮灰白色，帶有條狀裂痕。枝條脆弱易斷，表面無毛，呈紅褐色至深褐色。小枝呈綠色至紅褐色，幼時密布紅褐色絨毛，成熟後轉為光滑無毛。芽紅褐色至紫紅色，呈橢圓形至卵狀圓錐形，幾乎或完全無毛，外圍被帶有皺紋的苞片環繞。
葉為單葉，互生，紙質至革質，呈卵形至長橢圓狀披針形，或是卵狀圓錐形，長7至14公分，寬2至4.5公分，兩面皆為綠色，背面色澤稍淺。葉尖可為銳尖、漸尖或呈尾狀；葉基具有耳狀腺體，可為圓形、鈍形或接近心形，亦偶見呈耳形者。葉緣常有細鋸齒或不明顯的粗鋸齒，偶為全緣。幼葉呈紅色至淡綠色，兩面密布柔毛，成熟葉的正面則光滑無毛，但葉背密生紅褐色的絲狀絨毛。側脈16至50對，部分側脈未達葉緣。葉柄無毛或具短柔毛，有溝紋。托葉腺體狀，初時呈黃褐色，後轉為深褐色，為脫落性。
水社柳的花為雌雄異株，排列成柔荑花序，花序梗上有3至5枚苞片。雄花序呈圓柱狀，長6至9公分。雄花有3至7枚雄蕊，花絲近基部處有短柔毛；花葯黃色，呈寬橢圓形；蜜腺3至5個，呈杯狀，通常2至3裂，有時帶有柔毛，各蜜腺基部彼此相連；苞片黃褐色，呈卵形、倒卵形或寬橢圓形，兩面皆有短柔毛，但外側的尖端通常無毛。
雌花序長3至5公分，結果時可達10公分；花序梗有柔毛，可長達2公分；苞片為落葉性，背面密布長柔毛，形態與雄花相同。雌蕊綠色而無毛；花柱極短；柱頭2裂；蜜腺1個，位於近軸側；子房呈披針狀圓錐形至卵狀圓錐形，具4枚胚珠；子房柄無毛。
蒴果呈卵狀披針形，長6.5至7公分，寬約2公分。種子綠色，呈棍棒狀，長1至2毫米，種皮有絮毛。

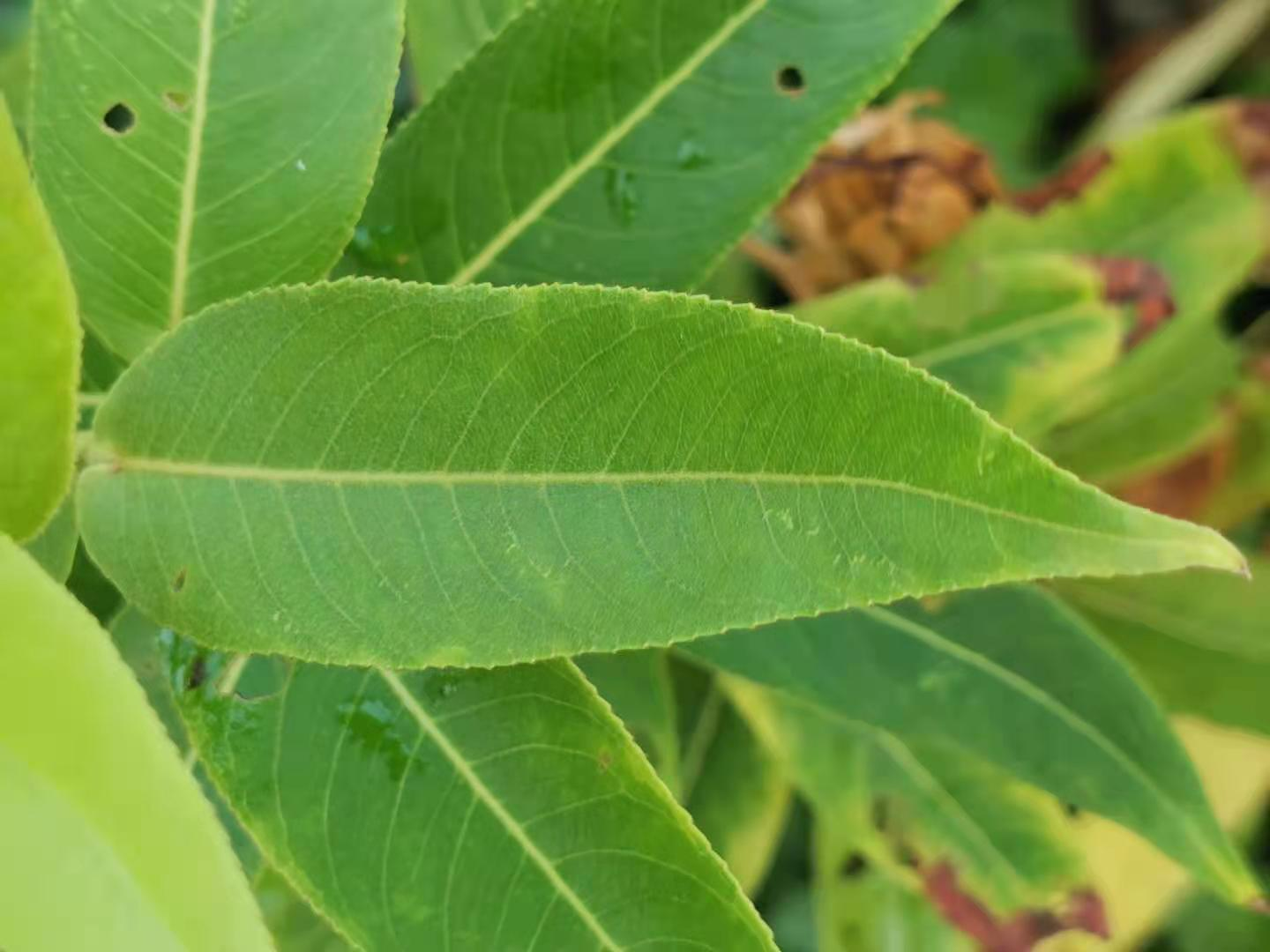
葉的正面觀（近軸面）
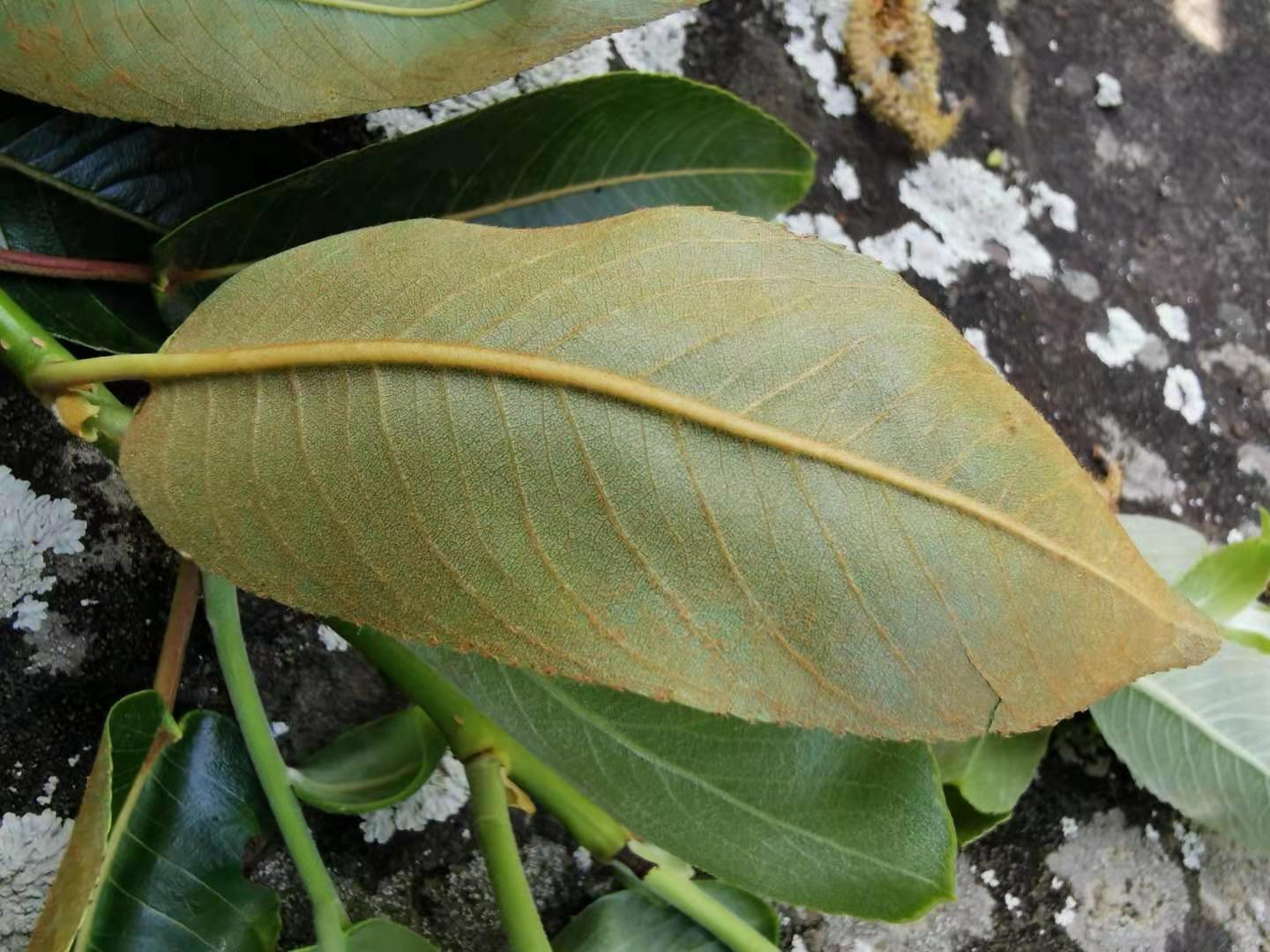
葉的背面觀（遠軸面）
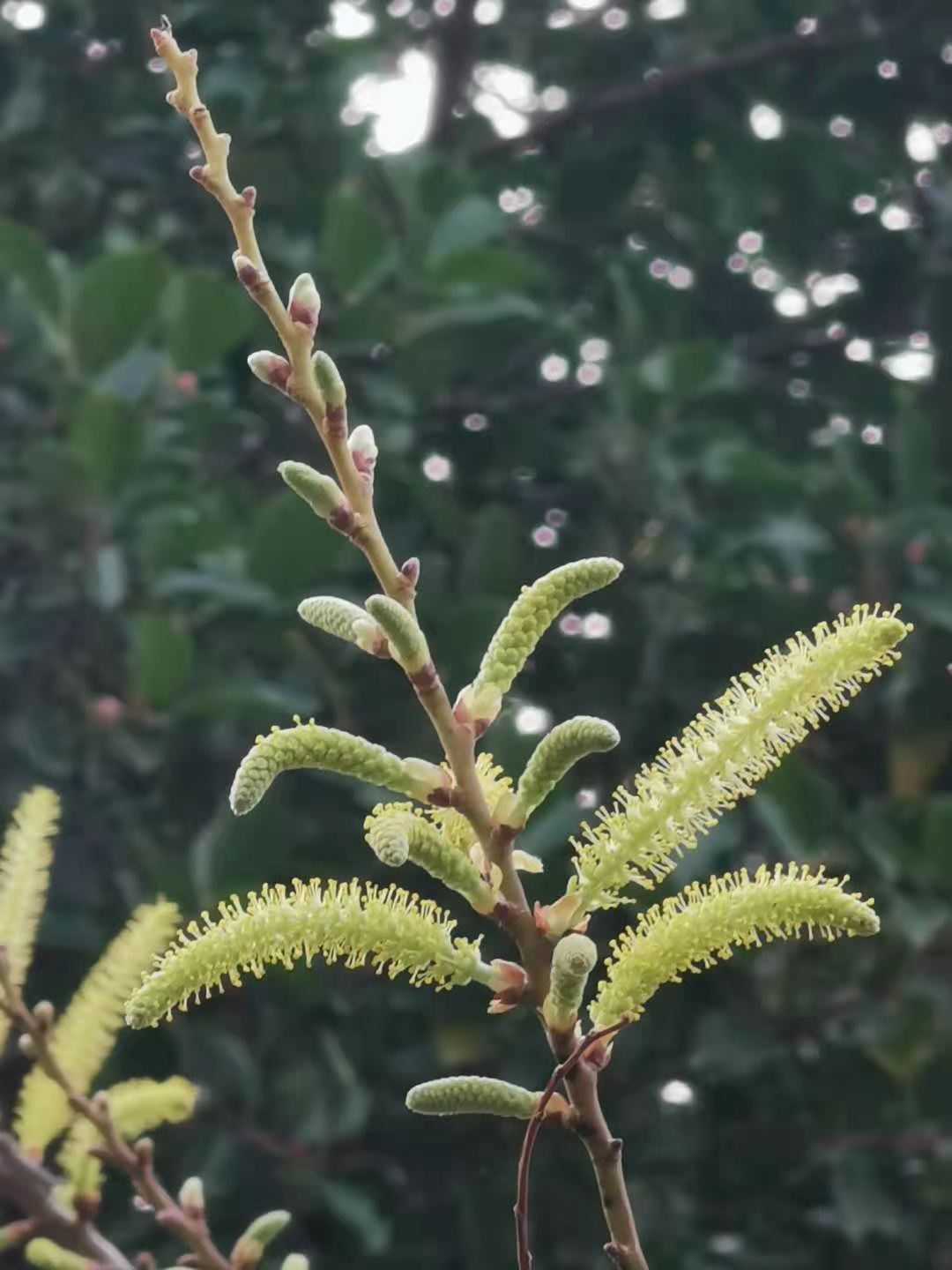
雄花序
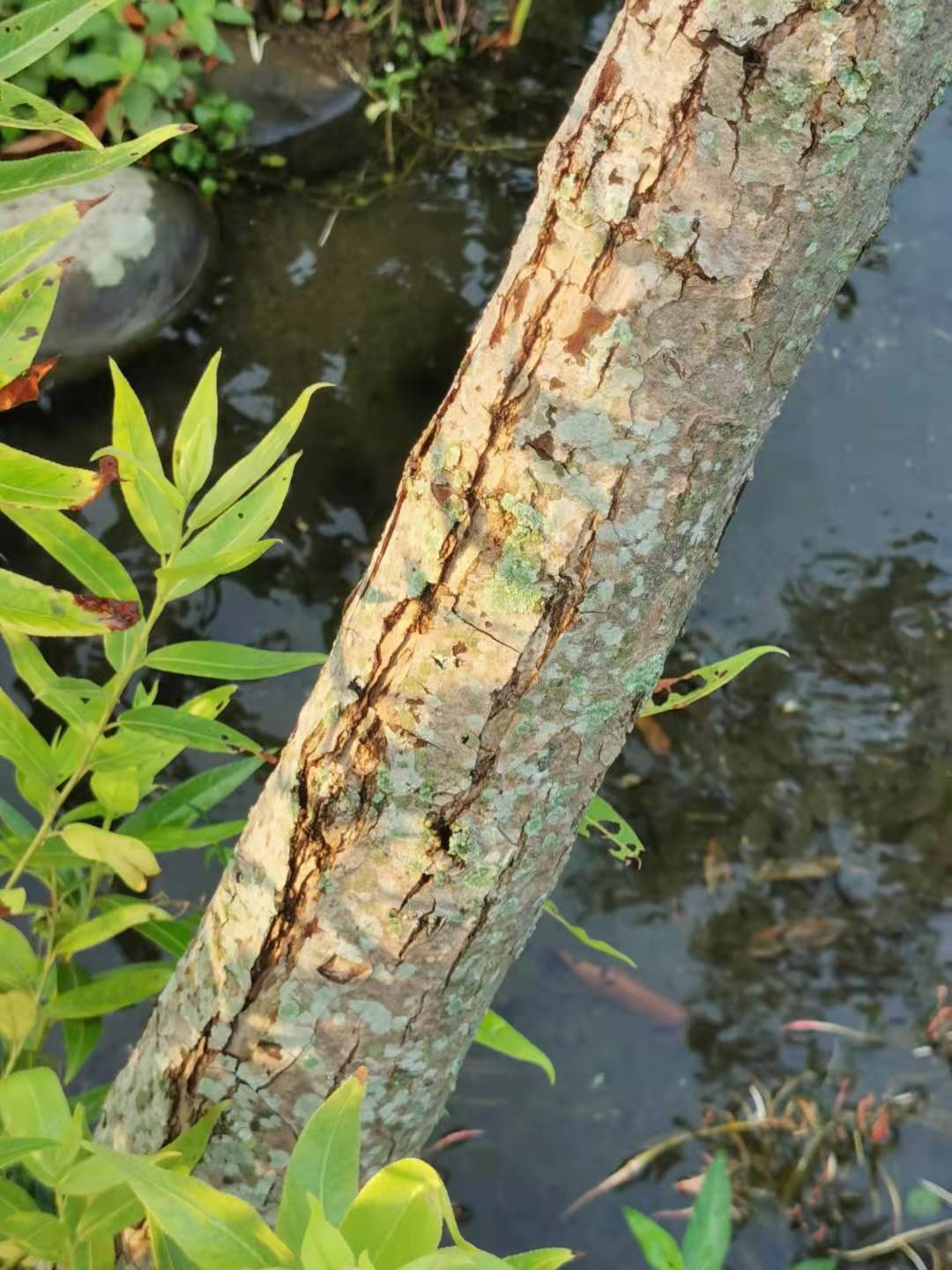
樹幹
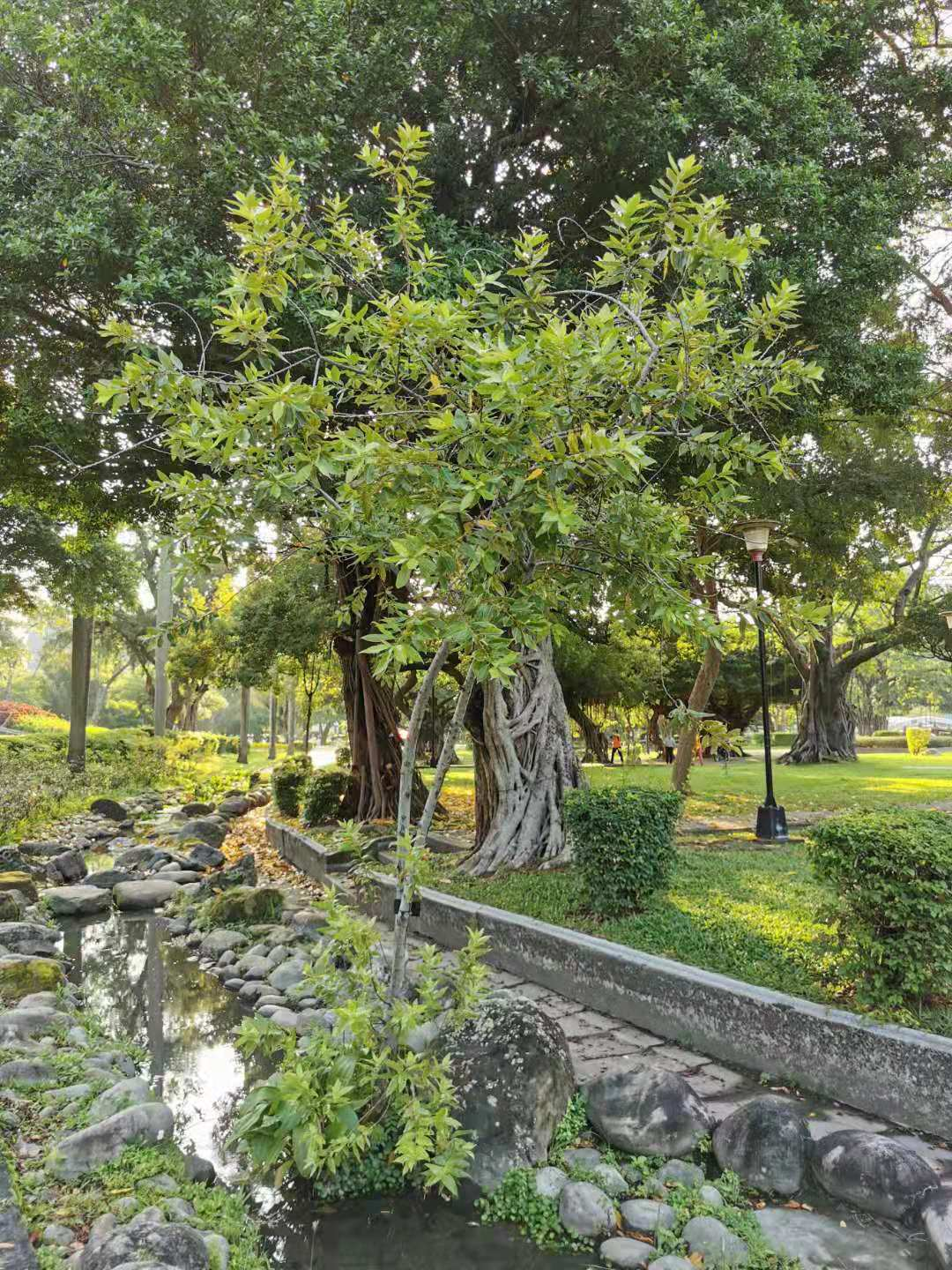
植株全貌

## 生境與生態

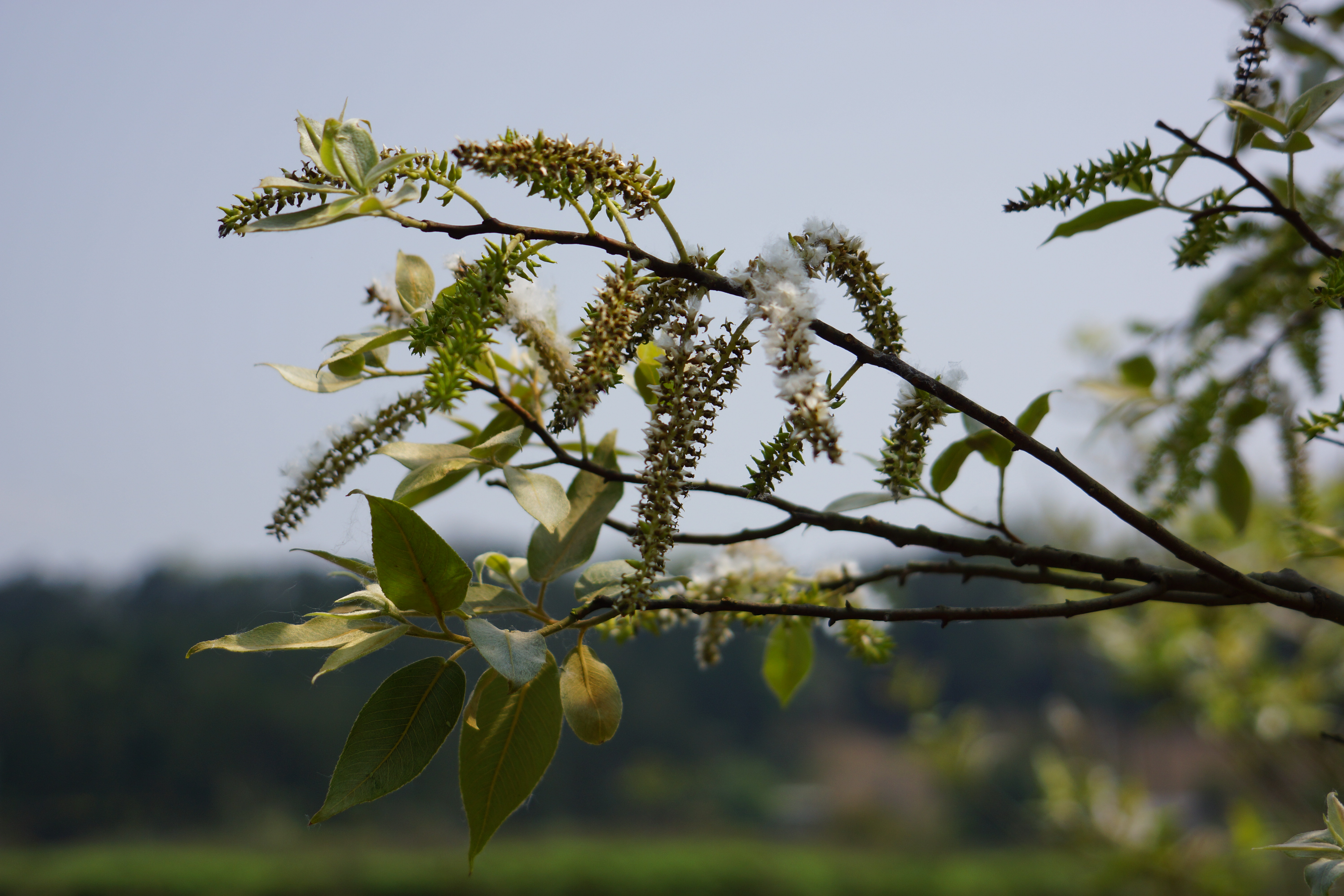
三月下旬，顯露出柳絮的雌花序

水社柳為溼生樹種，生長於臺灣海拔1500公尺以下的湖泊、池塘、溼地，或是稻田、公墓等溼潤的人造環境，亦可生長於水位較深的水域，惟不耐陰，有時會與李氏禾、水毛花、七星斑囊果薹、小毛蕨等其他植物混生。其樹勢強健、生長快速，繁殖能力亦強，理論上在全臺灣島的中、低海拔淡水溼地皆有機會見到。然而，迄今被確認的野外穩定族群，卻侷限於南投日月潭和武界水庫周遭、屏東南仁山和東源溼地，以及宜蘭礁溪、員山、蘇澳和南澳境內的零星湖泊。
水社柳的花期主要落在冬、春二季，自每年十二月至翌年四月間皆有開花紀錄。水社柳通常是先開花後展葉，或是花與葉同時綻放，但偶爾也有花晚於葉開的紀錄。蒴果於三、四月間成熟。
已知部分鱗翅目幼蟲會取食水社柳，包含蛺蝶科的黃襟蛺蝶與琺蛺蝶、尺蛾科的突角黯鉤尺蛾，以及舟蛾科的楊二尾舟蛾、V紋舟蛾、弓紋蟻舟蛾與白線紋小舟蛾（Micromelalopha baibarana）。
在自然情況下，水社柳可與同為溼生柳的水柳雜交。日治時期亦有育種家運用此特性，培育水柳與水社柳的雜交柳，並廣植於水圳和農塘邊，協助農地的水土保持。但其育種技術已經失傳，許多雜交柳亦因農地開發而被砍除，如今僅剩高雄市立美術館等零星地點尚有種植。

## 系統分類

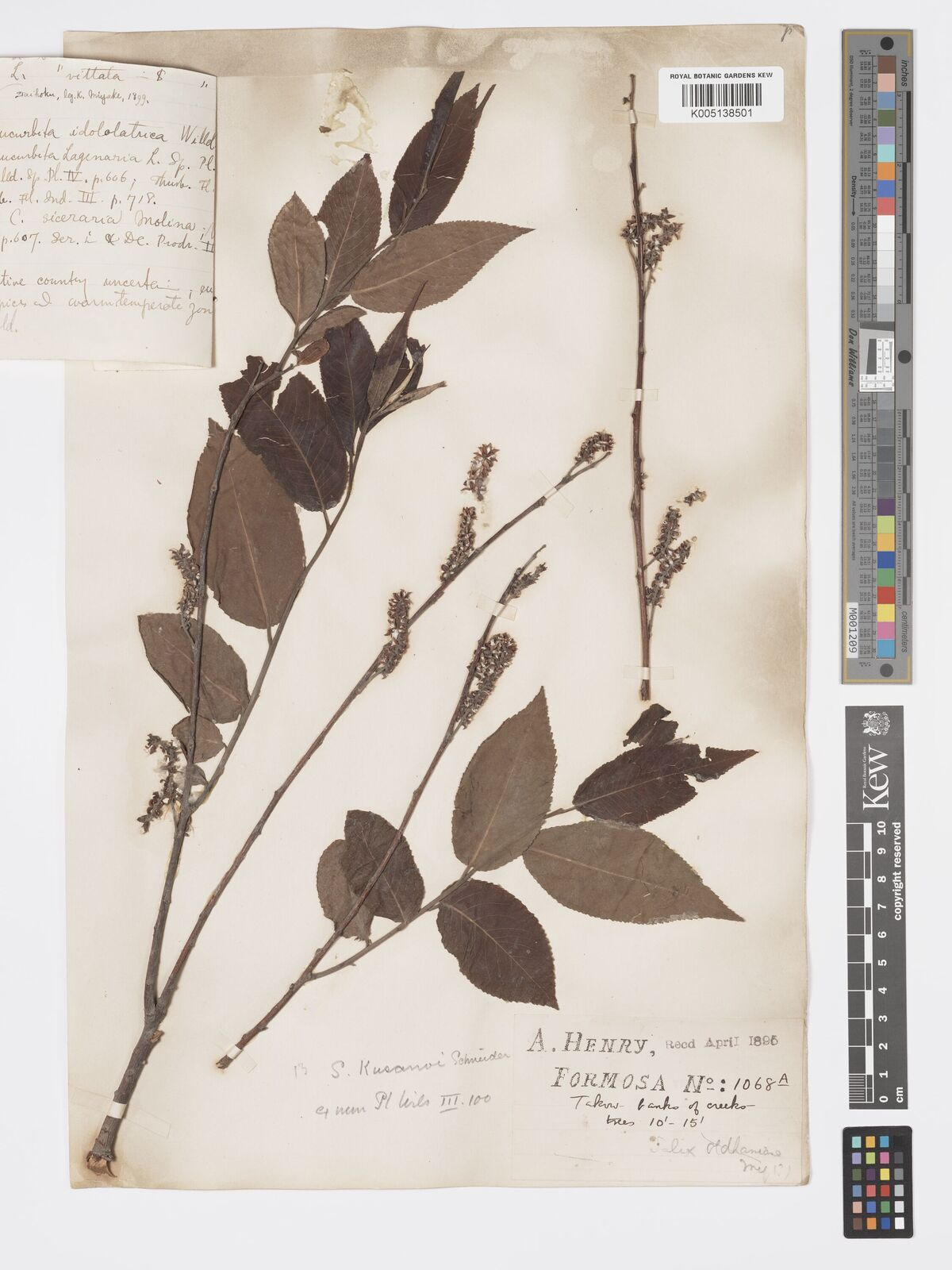
韓爾禮於1895年4月在打狗採集的水社柳標本，現藏於英國邱園。水社柳如今已在當地絕跡

現今所稱之「水社柳」，最初被分為兩個不同的分類單元，即植物學家早田文藏分別於1911和1916年描述並發表的草野氏柳（Salix tetrasperma var. kusanoi）和水社柳（Salix suishaensis）。早在1890至1900年代，植物學家韓爾禮、川上瀧彌與佛荷里神父可能就先後在臺灣採集到其標本，但當時被歸類為亞洲南方常見的四子柳，或是日本的柴柳。1909年2月，植物學家草野俊助也在蕃薯藔發現形似四子柳的柳樹，但葉形有別於一般的四子柳，早田遂依據草野採集的標本，將其描述為四子柳的新變種，並以草野的姓氏命名為「草野氏柳」。植物學家施奈德認為，臺灣的四子柳和草野氏柳十分接近，且兩者在葉形、葉脈、幼葉的柔毛、雌花序等部位的形態，都有別於其他地方的四子柳。因此，施奈德將兩者都歸入草野氏柳，同時將草野氏柳由變種提升至物種層級。
1916年4月，早田於日月潭邊的水社採得柳樹標本，認為其貌似水柳，但葉背密布絨毛，不若水柳光滑無毛，應視作新物種，便在其編纂的《臺灣植物圖譜》中，以標本發現地命名為「水社柳」。後來，植物學家木村有香將草野氏柳與水社柳合併為同一物種，按照學名優先權原則，水社柳成為草野氏柳的同物異名，但中文世界的植物誌，均將中文常用名定為「水社柳」。此外，由植物學家應紹舜在宜蘭龍潭湖一帶發現，後於1987年命名的水柳變種桉葉柳（Salix warburgii var. eucalyptifolia），如今也被視為水社柳的同物異名。
1996年，植物學家趙能和龔固堂依據形態特徵，主張僅有固定兩枚雄蕊的物種才能被歸入柳屬，而水社柳等具有多枚雄蕊的物種，則應自成一屬，是為原柳屬（Pleiarina）；然而不久後，方振富等植物學家透過全面檢視中國大陸的柳屬形態，否決了兩人的分類方案，並在其編纂的《中國植物誌》英文修訂版中，將原柳屬降為柳屬的同物異名，因此水社柳當前仍普遍被視作柳屬的物種。
植物學家黃俊霖等人於2015年發表的分子生物學研究顯示，相較於臺灣其他的柳屬物種，水社柳在親緣關係上更接近東北亞的垂柳。分子資訊支持水社柳是一個單系群，明顯有別於水柳、褐毛柳和臺灣山柳等其他的臺灣柳屬物種，卻又表明水社柳帶有這些物種的遺傳組成。演化網路重建結果進一步顯示，水社柳的祖先可能曾與臺灣其他的柳屬物種發生基因混合事件，因此現今的水社柳，可能是亞洲大陸的柳播遷至臺灣後，與當地其他柳屬物種雜交的後代，再經過長時間演化形成的物種。研究結果還顯示，水社柳與臺灣其他柳屬物種之間的遺傳變異並非單純由地理因素形塑，也很可能與多種生態棲位的分化有關，例如偏好不同的年均溫、日照強度、坡向等環境條件。

## 保護現況
在20世紀前期，水社柳是臺灣主要的溼生植物，廣泛分布於臺灣平地與淺山的淡水域周遭地帶。此種環境也常是水田的選址所在，而水社柳及其雜交柳也一度被農民視作天然的護堤樹保留。隨著1970年代，開發整地風氣盛行，加上淡水域的不當整治，許多耕地附近的水社柳與其雜交柳，因不具經濟價值被伐除。作為水社柳模式產地之一的日月潭地區，則面臨闢建水庫與觀光產業發展的生存壓力，其餘生育地亦相繼被開發。這些人為干擾都重挫水社柳的總族群量。1998年，植物學家呂勝由和潘富俊推估，成熟的野生水社柳僅存不到250株，因而將水社柳登錄為IUCN紅色名錄的瀕危物種。2017年，由臺灣政府機關與民間學會共同編纂的《臺灣維管束植物紅皮書名錄》，亦參考呂勝由和潘富俊的評估報告，並推估水社柳當前的分布範圍不及500平方公里，又慮及其僅存的生育地屈指可數，遂比照IUCN紅色名錄的標準，將水社柳列為國家瀕危物種。
2000年代起，多個惠及水社柳的保育行動先後開展，加上野外調查持續發現規模不一的野生族群，目前推估成熟的野生水社柳總數已上升至2000至2500株以內。其中規模最大的野生族群，位於南臺灣的東源溼地。牡丹水庫建成後，該溼地因地處水庫集水區，於2001年被屏東縣政府劃入水質保護區，當地社群亦投入溼地保育及環境教育工作，連帶推動水社柳的復育。至2010年代中期調查時，已有1241株水社柳生長於此。由居民組成的生態調查巡守隊亦規畫水社柳的導覽行程，向訪客介紹其保育成果。
宜蘭員山的雙連埤擁有北臺灣最大的野生水社柳族群。現有近百株水社柳自然生長於埤塘內，草木錯雜而成的若干浮島上，需藉船筏抵達，故常人不易親近。埤塘岸邊亦曾生有大量水社柳，但因長年受到干擾，至2000年代初期已相當稀少。2003年，宜蘭縣政府將雙連埤與周遭地帶分別劃為野生動物保護區及野生動物重要棲息環境，經農業委員會審核通過，減緩了當地水社柳的生存壓力。保護既有植株之餘，當地社群與多個環境組織也投入水社柳的復育工作，以扦插、播種等育苗方式，於岸邊栽植原族群的水社柳苗木，除了重建自然地景，亦有護岸效果。
在日月潭一帶，水社柳曾幾近絕跡，僅在西南方的頭社盆地殘存十餘株，為特有生物研究保育中心（簡稱特生中心）的人員在921大地震後偶然發現。其中包含現存最老的水社柳，被發現時樹齡不少於80年。2000年代中期，返鄉青農王順瑜貸款購地，留下這些因排水拓寬而險被砍伐的植株，並在特生中心研究員協助下，開始以扦插方式復育當地的水社柳，至今已種出逾80萬棵。他最初留下的十棵老樹，則在學者與環境組織支持下，由南投縣政府於2012年核定為珍貴樹木。2018年，日月潭國家風景區管理處亦與其合作，在水社柳已絕跡多年的模式產地水社，栽植復育的植株。

## 外部連結
- 维基共享资源上的相關多媒體資源：水社柳